# 10019 Wesleyfraser
10019 Wesleyfraser eller 1979 MK7 är en asteroid i huvudbältet som upptäcktes den 25 juni 1979 av de båda amerikanska astronomerna Eleanor F. Helin och Schelte J. Bus vid Siding Spring-observatoriet. Den är uppkallad efter Wesley C. Fraser.
Asteroiden har en diameter på ungefär 11 kilometer.